# ناثانييل كلاين
ناثانييل إدوين كلاين (بالإنجليزية: Nathaniel Edwin Clyne)‏ (ولد في 5 أبريل 1991) هو لاعب كرة قدم إنجليزي يلعب في مركز الظهير الأيمن لنادي ليفربول.
بدأ مسيته في نادي كريستال بالاس، ولعب معهم أربع مواسم في دوري البطولة الإنجليزية قبل أن ينتقل إلى نادي ساوثهامبتون حيث لعب ثلاث مواسم في البريميرليغ. إنتقل لنادي ليفربول في يوليو 2015 بعقد يمتد لخمس سنوات بقيمة £12.5 مليون.
كلاين بدأ مسيرته الدولية مع المنتخب الإنجليزي الأول في نوفمبر 2014.

## مسيرته الكروية

### كريستال بالالس
كلاين لعب أول مباراة له مع كريستال بالاس في مباراة في التشامبيون شيب إنتهت بالفوز 3-0 على نادي بارنسلي في ملعب سلهارست بارك في 28 أكتوبر 2009. بعدها بيومين وقع عقد إحترافي مع النادي لثلاث سنوات، وصرح المدرب نيل وارنوك أن كلاين «لديه مستقبل مشرق».. أول هدف له جاء في 8 ديسمبر 2009، عندما إفتتح التسجيل في الدقيقة السابعة من مباراة إنتهت بالفوز 4–2 ضد نادي ريدينغ. في براير 2010، عُرض عليه الانتقال إلى نادي البريميرليغ حينها وولفرهامبتون واندررز، لكنه رفض العرض دون الدخول في مفاوضات مع المدرب ميك مكارثي.
في موسم 2010-11، أصبح كلاين أصغر لاعب يلعب جميع مباريات الموسم في التشامبيون شيب، وفاز بجائزة لاعب السنة في كريستال بالاس.

### ساوثهامبتون

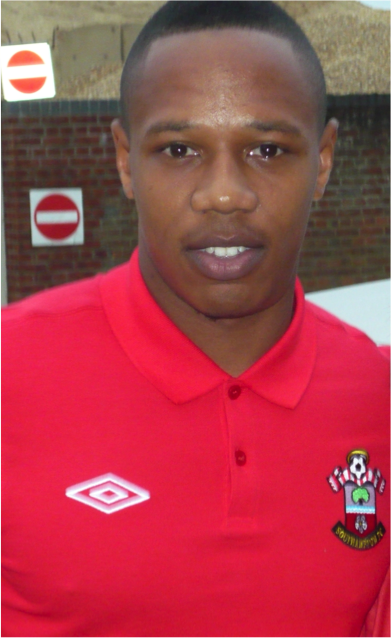
كلاين مع ساوثهامبتون في 2012

في 19 يونيو 2012، وقع كلاين عقد أربع سنوات مع الصاعد حديثاً للبريميرليغ نادي ساوثهامبتون. لعب أول مباراة له مع ساوثهامبتون ضد مانشستر سيتي في مباراة إنتهت بالخسابة 3-2 في ملعب مدينة مانشستر. أول مباراة له في ملعب ساينت ماري كانت ضد ويغان أتلتيك وإنتهت بالخسارة 2-0. أول أهدافه جاء في مباراة إنتهت بالفوز 4-1 ضد أستون فيلا مع حضور مدرب المنتخب الإنجليزي تحت 21 في ملعب ساينت ماري. ثاني أهدافه جاء في مباراة الدور الثالث من كأس الاتحاد الإنجليزي ضد نادي بيرنلي في 4 يناير 2014، مفتتحاً التسجيل للفوز 4-1 بتسديدة من مسافة 25 ياردة لتدخل شباك توم هيتون.
كلاين سجل أول أهداف ساوثهامبتون في موسم 2014-15 في مباراة الهزيمة ضد نادي ليفربول 2-1 في الأنفيلد في 17 أغسطس. سجل ثاني أهدافه في الموسم في 23 سبتمبر بتسديدة من مسافة بعيدة أعطت ساوثهامبتون الفوز ضد آرسنال بنتيجة 2-1 في الدور الثالث من كأس رابطة الأندية الإنجليزية. في 24 نوفمبر، أنهى كلاين عرضية ريان برتراند في شباك أستون فيلا في الدقيقة 81 لتنتهي المباراة بالتعادل 1-1.

### ليفربول
في 1 يونيو 2015، أعلن نادي ليفربول عن التوقيع مع كلاين من ساوثهامبتون بقيمة £12.5 بعقد خمس سنوات، وحصل ناديه السابق على £2.5 مليون. لعب كلاين لأول مرة مع ليفربول ضد نجوم الدوري الماليزي الممتاز في بانكوك في 14 يونيو خلال جولة الفريق التحضيرية للموسم. لعب أول مباراة رسمية له في مباراة الفريق الإفتتاحية لدوري 2015-16 في 10 أغسطس ضد ستوك سيتي وإنتهت المباراة بفوز لبفربول 1-0. في 8 أكتوبر، سجل كلاين أول هدف له مع ليفربول في مباراة إنتهت بالفوز 1-0 ضد نادي بورنموث في الدور الرابع من كأس رابطة الأندية الإنجليزية، أول فوز للفريق مع المدرب يورغن كلوب.

## إحصائيات

### النادي
آخر تحديث 31 ديسمبر 2015.
| النادي        | الموسم  | الدوري       | الدوري | الدوري  | كأس الاتحاد | كأس الاتحاد | كأس الرابطة | كأس الرابطة | يويفا  | يويفا   | مجموع  | مجموع   |
| النادي        | الموسم  | الدوري       | الظهور | الأهداف | الظهور      | الأهداف     | الظهور      | الأهداف     | الظهور | الأهداف | الظهور | الأهداف |
| ------------- | ------- | ------------ | ------ | ------- | ----------- | ----------- | ----------- | ----------- | ------ | ------- | ------ | ------- |
| كريستال بالاس | 2008–09 | تشامبيون شيب | 26     | 0       | 3           | 0           | 0           | 0           | –      | –       | 29     | 0       |
| كريستال بالاس | 2009–10 | تشامبيون شيب | 22     | 1       | 5           | 0           | 1           | 0           | –      | –       | 28     | 1       |
| كريستال بالاس | 2010–11 | تشامبيون شيب | 46     | 0       | 1           | 0           | 2           | 0           | –      | –       | 49     | 0       |
| كريستال بالاس | 2011–12 | تشامبيون شيب | 28     | 0       | 0           | 0           | 3           | 0           | –      | –       | 31     | 0       |
| كريستال بالاس | مجموع   | مجموع        | 122    | 1       | 9           | 0           | 6           | 0           | –      | –       | 137    | 1       |
| ساوثهامبتون   | 2012–13 | بريميرليغ    | 34     | 1       | 0           | 0           | 0           | 0           | –      | –       | 34     | 1       |
| ساوثهامبتون   | 2013–14 | بريميرليغ    | 25     | 0       | 3           | 1           | 1           | 0           | –      | –       | 29     | 1       |
| ساوثهامبتون   | 2014–15 | بريميرليغ    | 35     | 2       | 2           | 0           | 4           | 1           | –      | –       | 41     | 3       |
| ساوثهامبتون   | مجموع   | مجموع        | 94     | 3       | 5           | 1           | 5           | 1           | –      | –       | 104    | 5       |
| ليفربول       | 2015–16 | بريميرليغ    | 19     | 0       | 0           | 0           | 2           | 1           | 5      | 0       | 26     | 1       |
| ليفربول       | مجموع   | مجموع        | 19     | 0       | 0           | 0           | 2           | 1           | 5      | 0       | 26     | 1       |
| المجموع       | المجموع | المجموع      | 235    | 4       | 14          | 1           | 13          | 2           | 5      | 0       | 267    | 7       |

### المنتخب
آخر تحديث 17 نوفمبر 2015.
| منتخب إنجلترا | منتخب إنجلترا | منتخب إنجلترا |
| السنة         | الظهور        | الظهور        |
| ------------- | ------------- | ------------- |
| 2014          | 2             | 0             |
| 2015          | 7             | 0             |
| المجموع       | 9             | 0             |